# Pityophthorus sierrensis
Pityophthorus sierrensis är en skalbaggsart som beskrevs av John Bright 1971b. Pityophthorus sierrensis ingår i släktet Pityophthorus, och familjen vivlar. Inga underarter finns listade i Catalogue of Life.